# 0 A.D.
0 A.D. (перекладається як 0 рік) — тривимірна відеогра у жанрі історичної стратегії в реальному часі, що розробляється спільнотою добровольців, найактивніші були об'єднані в ядро компанії Wildfire Games. Вона присвячена рокам між 500 до н. е. та 500 н. е. і буде випущена у двох частинах: перша охоплює період 500 р. до н. е. — 1 до н. е., а другий — період з 1 н. е. по 500 н. е.
Розробка гри триває, станом на 2018 рік 0 A.D. знаходиться на стадії альфа-версії: деякі можливості ще не реалізовані, гра має проблеми з продуктивністю, містить помилки і недоробки; тим не менш, основна функціональність і ресурси вже реалізовані, і 0 A.D. дозволяє грати в одиночному і багатокористувацькому режимах. Розробники не встановлюють фіксовану дату виходу і збираються випустити версію 1.0, коли будуть реалізовані всі заплановані можливості і усунені проблеми зі стабільністю та продуктивністю.

## Ігровий процес

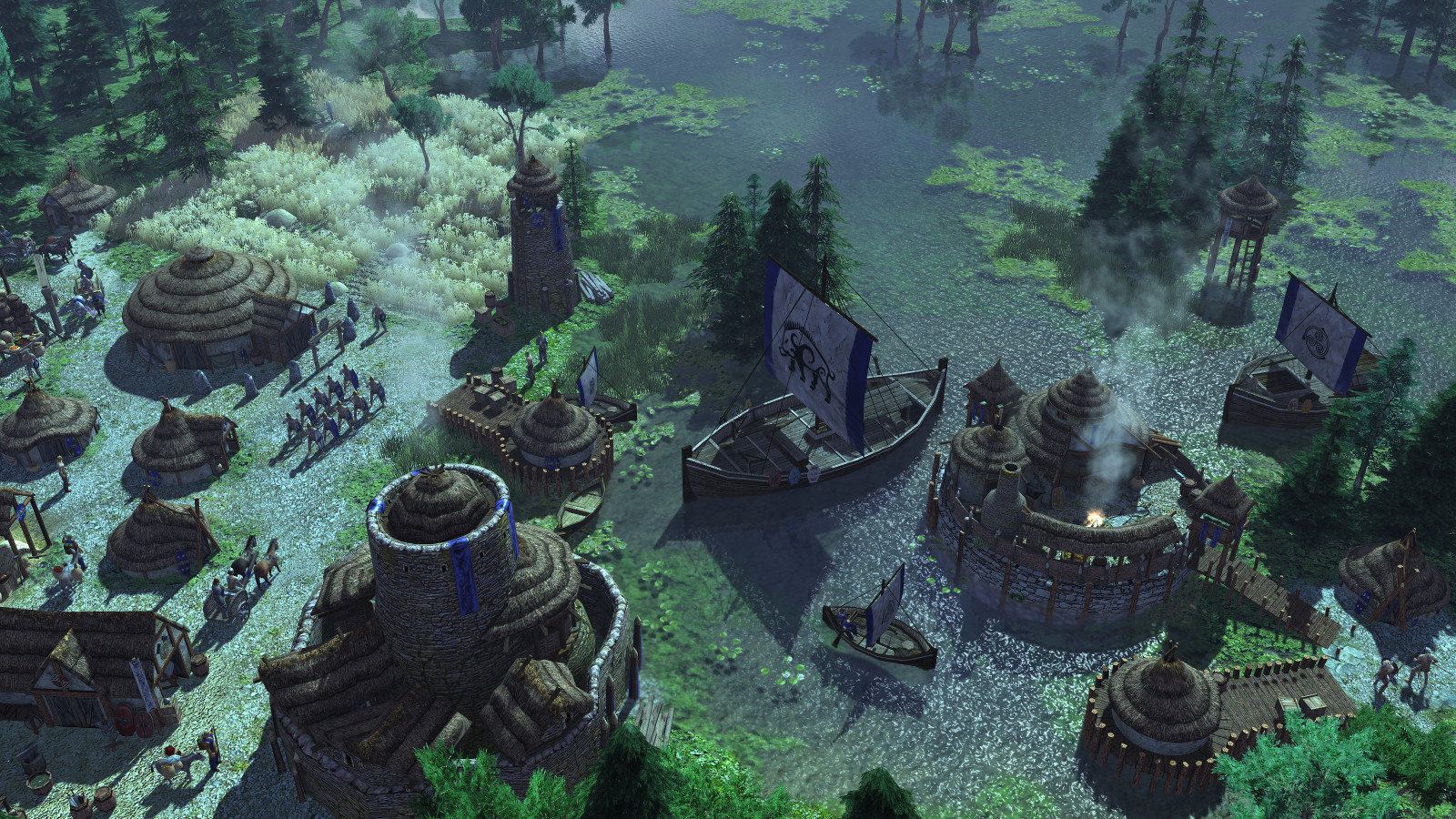
Скріншот гри

0 A.D. подібна на ігри серії Age of Empires та має звичайний для стратегій в реальному часі ігровий процес: гравцеві необхідно добувати ресурси, будувати поселення, тренувати армію і битися з супротивником. Однак є ряд відмінностей; наприклад, добувати ресурси і будувати можуть базові піші воїни, кінні можуть тільки полювати.

### Доступні цивілізації
У грі представлені 13 цивілізацій: Афіни, Македонія, Спарта, брити, галли, племена іберів, Карфаген, Римська республіка, Імперія Маур'їв, Елліністичний Єгипет, держава Селевкідів, імперія Ахаменідів, кушити. Елліністичні держави (Афіни, Македонія та Спарта) мають спільну основу, що виражається в частині будівель і юнітів, але унікальні особливості: спеціальні будівлі/юніти і технології; те саме стосується і кельтських племен: бритів і галлів.
Гра використовує 4 типи ресурсів:
- Їжа — потрібна перш за все для тренування військ. Добувається шляхом збору ягід, полюванням, риболовлею, тваринництвом і фермерством.
- Деревина — використовується головним чином для будівництва будівель і кораблів. Добувається рубкою дерев.
- Камінь — використовується для будівництва захисних споруд (стін, башт, фортець). Добувається в каменоломнях.
- Метал — використовується для тренування військ і дослідження технологій. Добувається в копальнях.

Зібрані ресурси переносяться юнітами в спеціалізовані точки збору: 
- міські центри та порти служать для збору всіх чотирьох типів ресурсів.
- фабрики — для збору деревини, каменю і металу.
- ферми — для збору їжі.

Карти можуть містити скарби, які, будучи захопленими, миттєво додають значну кількість ресурсів в казну гравця.

## Редактор карт

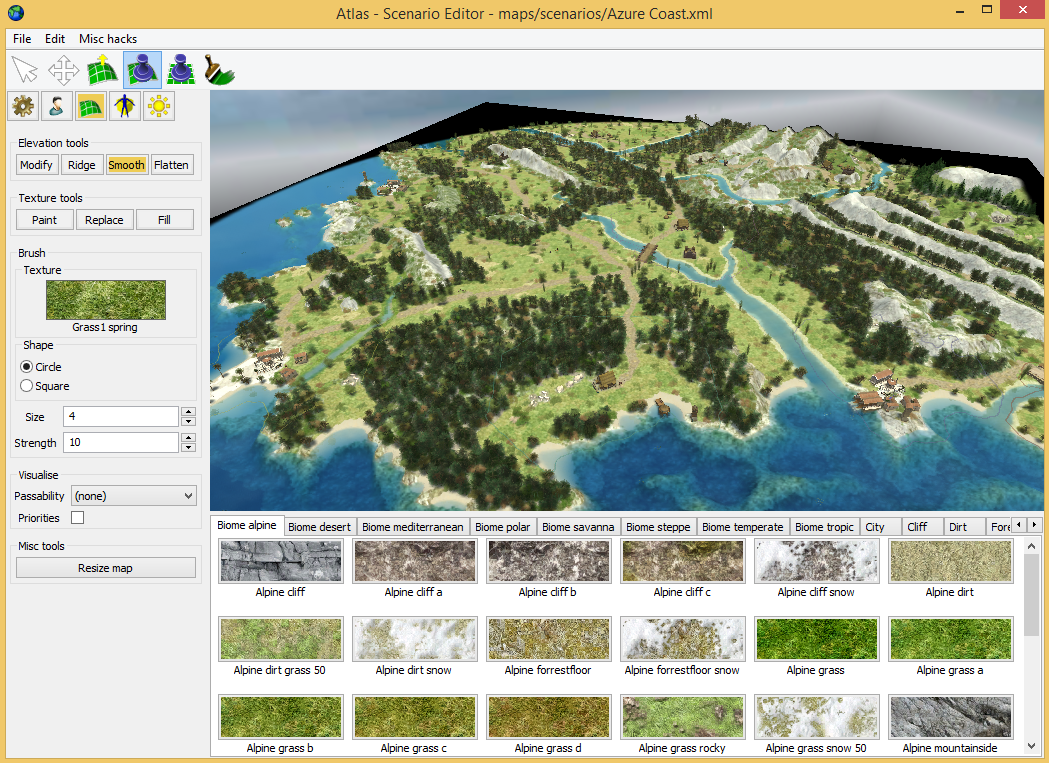
Редактор карт Atlas

До гри додається редактор карт Atlas.
Atlas надає інструменти, необхідні для створення повноцінної ігрової карти «з нуля» (при створенні нової карти генерується рівна поверхня зі стандартною текстурою трави):
- формування поверхні; можливість імпортувати готову карту висот, підготовлену в графічному редакторі або засновану на реальних географічних даних;
- установка рівня води; гра підтримує лише одну водну поверхню, тому рівень виставляється глобально;
- текстурування поверхні; на карті може бути використано будь-яке поєднання текстур, але для зручності вони розбиті на категорії, частина з яких відносяться до Біомів (Середземномор'я, савани, пустелі і т. ін.), інша частина призначена для специфічних областей карт (морське дно, дороги, міста і т. ін.);
- Let's Play video of the gameдодавання об'єктів; об'єкти діляться на «сутності» (англ. entities), які беруть участь в ігровому процесі (юніти, ресурси) і «актори» (англ. actors), які використовуються виключно в графічних цілях (наприклад: зламаний мотузковий міст над яром, дерева в недоступних для гравця горах); кожна сутність належить або до одного зі слотів гравців, або спеціальному гравцеві «Гея» (до якого зазвичай відносяться всі тварини і ресурси на карті); окремий режим перегляду акторів (англ. actor viewer mode) дозволяє ознайомитися з детальною інформацією про об'єкти;
- зміна налаштувань карти (ім'я, опис, тип гри та ін.), гравців (кількість, імена, цивілізації, кольори і т. ін.), оточення (зовнішній вигляд водної поверхні, положення сонця, туман і ін.)

Спеціальний інструмент дозволяє згенерувати будь-яку випадкову карту, доступну в грі; ця карта може використовуватися як основа для створюваного сценарію і модифікуватися за допомогою всіх стандартних інструментів.
Карти, що поставляються з грою, доступні для редагування таким самим чином, як і користувацькі.
Atlas використовує той самий рушій, що і сама гра і може бути в будь-який момент переключений в режим тестування; при цьому всередині редактора запускається гра на створеній карті. При скиданні тестування всі об'єкти (юніти, будівлі) повертаються в початкові позиції/стани.
На офіційних форумах гри є розділ для публікації/обговорення карт.

## Локалізація
Інтернаціоналізація гри була закінчена в Alpha 16, в яку були включені переклади на 12 мов. Критерієм для включення перекладу в реліз є досягнення 90% перекладеного тексту. Робота з перекладу ведеться силами добровольців на Transifex, де в різній стадії готовності знаходяться переклади на більш ніж 70 мов. Станом на кінець 2018 року, українська локалізація завершена на 98%. З причини того, що гра все ще знаходиться на стадії розробки, в неї регулярно додається новий контент, який потребує перекладу. Отже, перекладацька діяльність не може вважатися завершеною навіть по досягненні 100% перекладу на Transifex – такий стан буде тимчасовим.

## Розробка
Гра розробляється з 2000 року, хоча фактична робота над грою почалася з 2003 року. Початково вона задумувалася як тотальна модифікація до гри Age of Empires II: The Age of Kings, але розробники не змогли втілити всі свої ідеї таким чином через обмеження ігрового рушія. Гра є повністю вільною та з відкритим вихідним кодом. 10 липня 2009 року Wildfire Games зробила процес розробки відкритим, відкривши вихідні коди гри за ліцензією GPL, а графічні та звукові елементи за ліцензією Creative Commons BY-SA.

### Історія версій
Робота над грою ведеться безперервно і поточна версія завжди доступна в репозиторії проекту. Починаючи з квітня 2010 розробники з періодичністю в кілька місяців готують і випускають окремі версії, які відрізняються більшою стабільністю і краще підходять для ширшої аудиторії.

#### Pre-Alpha
На стадії пре-альфи ще велася робота над основною механікою гри, тому пре-альфа версії були націлені в першу чергу на демонстрацію технічних можливостей, а не на використання гравцями.
| Версія      | Дата виходу    | Основні нововведення |
| ----------- | -------------- | --- |
| Pre-Alpha 1 | 2 квітня 2010  | Снапшот для розробників, що містить сирцевий код, ресурси, а також скомпільовану версію проекту.                                                     |
| Pre-Alpha 2 | 12 травня 2010 | Нова система руху юнітів (точний пошук шляху і обхід перешкод).                                                                                      |
| Pre-Alpha 3 | 11 липня 2010  | Підтримка багатокористувацької гри, покращено GUI, поліпшений алгоритм пошуку шляху (додані обмеження прохідності території), додані плаваючі юніти. |

#### Alpha
Перехід в стадію альфа-версії символізував досягнення проектом придатного для гри стану.
Кожна альфа-версія має кодове ім'я, що відноситься до історичного періоду гри і починається на букву, що відповідає номеру версії в англійському алфавіті. Розробники намагаються підібрати ім'я, пов'язане зі змінами у відповідній версії гри. Пояснення імені та коротка історична довідка включаються в анонс кожної версії.
| Версія    | Кодове ім'я   | Дата виходу       | Основні нововведення |
| --------- | ------------- | ----------------- | --- |
| Alpha 1   | Argonaut      | 16 серпня 2010    | Реалізований AI тварин, перероблений AI юнітів. |
| Alpha 2   | Bellerophon   | 20 жовтня 2010    | Реалізований туман війни, групове пересування юнітів та базові бойові строї, умови перемоги.                                                                      |
| Alpha 3   | Cerberus      | 11 грудня 2010    | Реалізовано перенесення ресурсів до точок збору, розміщення юнітів в будівлях; додано екран результатів гри.                                                      |
| Alpha 4   | Daedalus      | 12 березня 2011   | Реалізована підтримка AI-гравців та базовий AI супротивник. |
| Alpha 5   | Edetania      | 20 травня 2011    | Нова цивілізація: племена іберів; генерація випадкових карт; система часток: вогонь, дим, блискіт родовищ, опадаюче листя.                                        |
| Alpha 6   | Fortuna       | 10 липня 2011     | Режими поведінки юнітів: лютий, агресивний, оборонний, тримати позицію або уникати битви.                                                                         |
| Alpha 7   | Geronium      | 17 вересня 2011   | Нова цивілізація: Карфаген; динамічні території. |
| Alpha 8   | Haxāmaniš     | 23 грудня 2011    | Нова цивілізація: Перська Імперія; бартер; збереження/завантаження ігор.                                                                                          |
| Alpha 9   | Ides of March | 15 березня 2012   | Нова цивілізація: Римська республіка; торгівля. |
| Alpha 10  | Jhelum        | 16 травня 2012    | Цивілізація Елліністичні держави розділена на Афіни, Македонію та Спарту; технології; фази розвитку поселення; Drag-and-drop-будівництво стін; лікування.         |
| Alpha 11  | Kronos        | 8 вересня 2012    | Цивілізація кельтські племена розділена на бритів і галлів; покращення графіки: Ambient occlusion, normal mapping, Parallax mapping, specularity.                 |
| Alpha 12  | Loucetios     | 16 грудня 2012    | Дипломатія; постефекти (наприклад, bloom або туман). |
| Alpha 13  | Magadha       | 2 квітня 2013     | Нова цивілізація: Імперія Маур'їв. |
| Alpha 14  | Naukratis     | 4 вересня 2013    | Нова споруда: кузня; поліпшення продуктивності. |
| Alpha 15  | Osiris        | 24 грудня 2013    | Лобі-Сервер; аури; нова цивілізація: Еліністичний Єгипет; новий тип карт – сутичка.                                                                               |
| Alpha 16  | Patañjali     | 17 травня 2014    | Інтернаціоналізація, в Alpha 16 було додано 12 мов. |
| Alpha 17  | Quercus       | 12 жовтня 2014    | Значні зміни бойового балансу; підтримка морських мап комп'ютерним гравцем; тригери; інтерфейс вибору модів.                                                      |
| Alpha 18  | Rhododactylos | 13 березня 2015   | Новий режим гри: кочівник (англ. nomad); внутрішньоігрове дерево технологій.                                                                                      |
| Alpha 19  | Syllepsis     | 26 листопада 2015 | Нова підсистема пошуку шляху; захоплення будівель та облогових знарядь; режим перемир'я; координація атаки зі союзниками.                                         |
| Alpha 20  | Timosthenes   | 31 березня 2016   | 10 нових мап, підтримка кінематографічної камери, можливість користуватися точками збору ресурсів спільно зі союзниками.                                          |
| Alpha 21  | Ulysses       | 8 листопада 2016  | Нові режими гри: (англ. Herocide, англ. Last Man Standing), велика кількість нових мап, нова цивілізація – Імперія Селевкідів.                                    |
| Alpha 22  | Venustas      | 26 липня 2017     | Новий режим гри – "Захоплення реліквії", велика кількість нових мап, моделей, анімації та текстур, полегшення хостингу.                                           |
| Alpha 23  | Ken Wood      | 17 травня 2018    | Нова цивілізація – Кушити, вбудовано менеджер завантаження модів, оновлені моделі Спартанців, комбінування умов перемоги, 7 нових мап, налаштування поведінки AI. |
| Alpha 23b | Ken Wood      | 23 грудня 2018    | Цей позачерговий випуск присвячений виправленню помилок, зміні ліцензійної угоди згідно з умовами GDPR та оновленню локалізацій проекту.                          |
| Alpha 24  | Ксеркс I      | 20 лютого 2021    | Додано режими згладжування зображення (FXAA, MSAA), додано статусні ефекти, нові моделі персонажів та споруд, 7 нових мап, зміни балансу цивілізацій.             |
| Alpha 25  | Yaunā         | 2021              | |

### Поточний стан
Станом на літо 2021 року гра знаходиться в альфа-версії. Деякі можливості ще не реалізовані, гра має проблеми з продуктивністю, містить помилки і недоробки; тим не менш, основна функціональність і ресурси вже реалізовані, і 0 A.D. дозволяє грати в одиночному і багатокористувацькому режимах.

### Подальші плани
Розробники не встановлюють фіксовану дату випуску, і збираються опублікувати версію 1.0 тоді, коли будуть реалізовані всі заплановані можливості і усунені проблеми.
Після завершення роботи над першою частиною (Empires Ascendant), яка охоплює період 500 рік до н. е.- 1 рік до н. е., розробники планують почати роботу над другою (Empires Besieged), яка описує період 1 рік н. е.- 500 рік н. е.

## Технічні деталі
Гра заснована на власному рушії Pyrogenesis, який розробляється як частина проекту. Він написаний на C++ з використанням Boost і SDL. Геймплей, GUI, боти і випадкові карти реалізовані у вигляді скриптів на JavaScript (який виконується на рушії SpiderMonkey). Ігрові дані (опис цивілізацій, юнітів, технологій і т. ін.) Зберігаються в XML і JSON. Рендеринг виконується за допомогою OpenGL; для виведення звуку використовується OpenAL, а звукові дані зберігаються в Vorbis.
Також в проекті використовуються такі бібліотеки:
- Crypto++ - бібліотека криптографічних алгоритмів і схем;
- CxxTest - бібліотека для написання юніт-тестів;
- wxWidgets - бібліотека для побудови GUI, використовується в редакторі карт Atlas;
- Xerces - бібліотека для роботи з XML.

## Нагороди
- Honorable Mention – IndieDB’s Players’ Choice: Best Upcoming Indie 2017
- Gaming On Linux : Favourite Open Source Game of the Year 2016
- Honorable Mention – IndieDB’s Players’ Choice: Best Upcoming Indie 2015
- Gaming On Linux : Favourite Open Source Game of the Year 2015
- Gaming On Linux : Open Source Game of the Year 2014
- Honorable Mention — IndieDB’s Players’ Choice: Best Upcoming Indie 2013
- Second Place — IndieDB’s Players’ Choice: Best Upcoming Indie 2012
- Project of the Month — SourceForge, June 2012
- Honorable Mention — IndieDB’s Players’ Choice: Best Upcoming Indie 2010
- Third Place — ModDB’s Indie Game of the Year 2009
- Nominee — ModDB’s Editor’s Choice: Best Upcoming Indie 2008